# Lokomotiva SBB E 3/3 (hybridní)
Parní lokomotiva Lokomotiva E 3/3 (hybridní), nazývaná Tauchsieder (česky ponorný ohřívač) vznikla přestavbou klasické parní lokomotivy E 3/3 na lokomotivu hybridní, která pro vyvíjení páry používala hlavně elektrickou energii, tepelná energie získávaná z uhlí byla využívána pouze pro krátkodobý provoz na úsecích bez trolejového vedení nebo při výpadku elektrické energie. Tímto se lokomotiva přesunula ze skupiny nezávislé trakce hnacích vozidel do skupiny na trakci závislé. Tuto přestavbu si vynutil nedostatek uhlí a jeho cena v období 2. světové války ve Švýcarsku.

## Historie
V průběhu druhé světové války, v letech 1942–1943 byly dvě klasické parní lokomotivy výrobních čísel 8521 a 8522 řady E 3/3 přestavěny na elektrický provoz s elektrickými vyvíječi páry s možností záložního vyvíjení páry získávané z tepla při pálení dřevěného uhlí. Důvodem byla ekonomika provozu, kdy byl nedostatek uhlí (dovážené z Německa) a jeho cena byla vyšší než náklady spojené s přestavbou a elektrickým provozem těchto strojů, zejména, mělo-li Švýcarsko vlastní zdroje elektrické energie z vodních elektráren. Stroje použité pro přestavbu původně vyrobila společnost Lokomotiv- und Maschinenfabrik Winterthur (SLM) v roce 1913 a byly v provozu u SBB. Projekt pochází z konstrukční kanceláře AG Brown, elektrickou výzbroj dodala společnost Brown, Boveri & Cie. (BBC) v Badenu (Aargau) a úpravy byly provedeny v dílnách SBB Yverdon v letech 1942–1943.

## Technické řešení
Technické řešení bylo založeno na náhradě tepla ze spalovaného uhlí za teplo získávané z topných těles – elektrických parních výparníků napájených přes dva transformátory z trolejového vedení. Použití transformátorů si vyžádala i bezpečnostní opatření a tak trolejové napájení 15 kV / 16,7 Hz bylo transformováno na 20 V. Celkový výkon vyvíječů páry byl 480 kW (2×240 kW) při proudu 12 kA. Vyvíječe byly umístěny přímo v kotli a připojeny k transformátorům, umístěným po stranách lokomotivy před kabinou, přes průchody v bočnicích. Oběh vody byl nucený pomocí čerpadla, které ji odebíralo z nejnižšího místa kotle a vhánělo do vyvíječů. Oběh vody byl 5 l/s pro vyrobení 300 kg páry za hodinu o tlaku 12 atmosfér. K řízení množství vyvíjené páry bylo používáno vstřikovačů. Toto řešení však neumožňovalo provoz mimo koleje bez trakčního vedení. Z tohoto důvodu byl ve službě udržován i malý oheň v topeništi na dřevěné uhlí, který v případě potřeby umožnil provoz bez trakčního vedení po dobu 20 minut. Pro napájení oběhového čerpadla, osvětlení a řídících obvodů byla použita akumulátorová baterie dobíjená z usměrňovače na jednom z transformátorů.
Celá instalace úpravy pro elektrický provoz zvýšila hmotnost lokomotivy o 7 tun, tedy celková hmotnost se zvýšila na 42 tun. Tato změna si zároveň vyžádala i výměnu pružin v pojezdu.
Vyhřátí (vytopení) lokomotivy do provozního stavu z elektrických vyvíječů páry trvalo pouze 1 hodinu.

## Značení lokomotivy
Švýcarské značení lokomotiv nemá přímé označení (znak) pro hybridní lokomotivy nebo parní lokomotivy s elektrickým generátorem páry. Parní lokomotivy normálně rozchodné železnice mají pouze první písmeno podle provozní rychlosti (tato E). Pro rozlišení od uhelné lokomotivy, uvádí některé zdroje označení E(e) 3/3, kde e znamená elektrickou trakci a uvedení v () závorce znamená zástupný znak parní trakce.

## Provoz
Instalací elektrických vyvíječů páry byla zjednodušena i obsluha a stroje mohly být obsluhovány pouze strojvedoucím. Náklady na přestavbu jednoho stroje byl 100.000 CHF. Úspora uhlí činila 700–1200 kg/den, v průměru téměř 300 tun/rok. Obě lokomotivy, Zollikofen (8521) a Brig (8522) byly u SBB v provozu ještě v letech 1963–1964 a pak vyřazeny ze služby.
Stroj 8522 po roce 1964 převzala ST (Sursee-Triengen Bahn), kde byla až do roku 1972. Posléze převzal tuto lokomotivu Klub parní železnice v Bernu (DBB) a provedl zpětnou přestavbu do původního stavu. V roce 1987 se lokomotiva vrátila do ST a je používána k vedení historických vlaků. V roce 2008 byla provedena výměna kotle ze stroje 8483.